# Marminiac
 Marminiac  (en occitano Marminhac) es una población y comuna francesa, situada en la región de Mediodía-Pirineos, departamento de Lot, en el distrito de Cahors y cantón de Cazals.

## Demografía
| 530 | 460 | 385 | 368 | 307 | 318 |
| Para los censos de 1962 a 1999 la población legal corresponde a la población sin duplicidades (Fuente: INSEE [Consultar]) |     |     |     |     |     |